# Cochinoca (departement)
Cochinoca is een departement in de Argentijnse provincie Jujuy. Het departement (Spaans:  departamento) heeft een oppervlakte van 7.837 km² en telt 12.111 inwoners.

## Plaatsen in departement Cochinoca
- Abdón Castro Tolay
- Abra Pampa
- Abralaite
- Agua Caliente
- Agua Caliente de la Puna
- Cangrejos
- Casabindo
- Cince
- Cochinoca
- Doncellas Chicas
- Doncellas Grandes
- La Redonda
- Lulluchayoc
- Miniaio
- Muñayoc
- Nuevo Arbolito
- Potrero
- Puesto del Marquéz
- Quichuagua
- Rachaite
- Rinconadillas
- Rumicruz
- San Francisco de Alfarcito
- San Jose de Miraflores
- Santuario de Tres Pozos
- Tambillos
- Tusaquilla (Cantera)
- Tusaquillas